# Patinage de vitesse aux Jeux olympiques de 1984
Navigation
Lake Placid 1980 Calgary 1988
Les épreuves de Patinage de vitesse aux Jeux olympiques d'hiver de 1984 à Sarajevo.

## Podiums

### Hommes
| Épreuves            | Médaille d'or   | Médaille d'argent  | Médaille de bronze |
| ------------------- | --------------- | ------------------ | ------------------ |
| 500 m 10 février    | Sergey Fokichev | Yoshihiro Kitazawa | Gaétan Boucher     |
| 1 000 m 14 février  | Gaétan Boucher  | Sergey Khlebnikov  | Kai Arne Engelstad |
| 1 500 m 16 février  | Gaétan Boucher  | Sergey Khlebnikov  | Oleg Bozhyev       |
| 5 000 m 12 février  | Tomas Gustafson | Igor Malkov        | René Schöfisch     |
| 10 000 m 18 février | Igor Malkov     | Tomas Gustafson    | René Schöfisch     |

### Femmes
| Épreuves           | Médaille d'or  | Médaille d'argent | Médaille de bronze |
| ------------------ | -------------- | ----------------- | ------------------ |
| 500 m 10 février   | Christa Luding | Karin Kania       | Natalya Shive      |
| 1 000 m 13 février | Karin Kania    | Andrea Ehrig      | Natalya Petruseva  |
| 1 500 m 9 février  | Karin Kania    | Andrea Ehrig      | Natalya Petruseva  |
| 3 000 m 15 février | Andrea Ehrig   | Karin Kania       | Gabi Zange         |

## Résultats
5 000 m H
| Place | Nation             | Athlète         | Temps         |
| ----- | ------------------ | --------------- | ------------- |
| 1er   | Suède              | Tomas Gustafson | 7 min 12 s 28 |
| 2e    | Union soviétique   | Igor Malkov     | 7 min 12 s 30 |
| 3e    | Allemagne de l'Est | René Schöfisch  | 7 min 17 s 49 |
| 4e    | Allemagne de l'Est | Andreas Ehrig   | 7 min 17 s 63 |
| 5e    | Union soviétique   | Oleg Bozhev     | 7 min 17 s 96 |
| 6e    | Finlande           | Pertti Niittylä | 7 min 17 s 97 |
| 7e    | Norvège            | Bjørn Nyland    | 7 min 18 s 27 |
| 8e    | Autriche           | Werner Jäger    | 7 min 18 s 61 |

3 000 m F
| Place | Nation             | Athlète               | Temps         |
| ----- | ------------------ | --------------------- | ------------- |
| 1er   | Allemagne de l'Est | Andrea Schöne         | 4 min 24 s 79 |
| 2e    | Allemagne de l'Est | Karin Enke            | 4 min 26 s 33 |
| 3e    | Allemagne de l'Est | Gabi Zange            | 4 min 33 s 13 |
| 4e    | Union soviétique   | Olga Pleshkova        | 4 min 34 s 42 |
| 5e    | Pays-Bas           | Yvonne van Gennip     | 4 min 34 s 80 |
| 6e    | États-Unis         | Mary Docter           | 4 min 36 s 25 |
| 7e    | Norvège            | Bjørg Eva Jensen      | 4 min 36 s 28 |
| 8e    | Union soviétique   | Valentina Golovenkina | 4 min 37 s 36 |

500 m H
| Place | Nation             | Athlète            | Temps   |
| ----- | ------------------ | ------------------ | ------- |
| 1er   | Union soviétique   | Sergey Fokichev    | 38 s 19 |
| 2e    | Japon              | Yoshihiro Kitazawa | 38 s 30 |
| 3e    | Canada             | Gaétan Boucher     | 38 s 39 |
| 4e    | États-Unis         | Dan Jansen         | 38 s 55 |
| 5e    | États-Unis         | Nick Thometz       | 38 s 56 |
| 6e    | Union soviétique   | Vladimir Kozlov    | 38 s 57 |
| 7e    | Norvège            | Frode Rønning      | 38 s 58 |
| 8e    | Allemagne de l'Est | Uwe-Jens Mey       | 38 s 65 |

500 m F
| Place | Nation               | Athlète            | Temps   |
| ----- | -------------------- | ------------------ | ------- |
| 1er   | Allemagne de l'Est   | Christa Luding     | 41 s 02 |
| 2e    | Allemagne de l'Est   | Karin Enke         | 41 s 28 |
| 3e    | Union soviétique     | Natalya Glebova    | 41 s 50 |
| 4e    | Union soviétique     | Irina Kovrova      | 41 s 70 |
| 5e    | Allemagne de l'Est   | Skadi Walter       | 42 s 16 |
| 6e    | Union soviétique     | Natalya Petrusyova | 42 s 19 |
| 7e    | Allemagne de l'Ouest | Monika Pflug       | 42 s 40 |
| 8e    | États-Unis           | Bonnie Blair       | 42 s 53 |

1 000 m H
| Place | Nation             | Athlète              | Temps         |
| ----- | ------------------ | -------------------- | ------------- |
| 1er   | Canada             | Gaétan Boucher       | 1 min 15 s 80 |
| 2e    | Union soviétique   | Sergey Khlebnikov    | 1 min 16 s 63 |
| 3e    | Norvège            | Kai Arne Engelstad   | 1 min 16 s 75 |
| 4e    | États-Unis         | Nick Thometz         | 1 min 16 s 85 |
| 5e    | Allemagne de l'Est | André Hoffmann       | 1 min 17 s 33 |
| 6e    | Union soviétique   | Viktor Shasherin     | 1 min 17 s 42 |
| 7e    | Pays-Bas           | Hilbert van der Duim | 1 min 17 s 46 |
| 7e    | Allemagne de l'Est | Andreas Dietel       | 1 min 17 s 46 |

1 000 m F
| Place | Nation               | Athlète               | Temps         |
| ----- | -------------------- | --------------------- | ------------- |
| 1er   | Allemagne de l'Est   | Karin Enke            | 1 min 21 s 61 |
| 2e    | Allemagne de l'Est   | Andrea Schöne         | 1 min 22 s 83 |
| 3e    | Union soviétique     | Natalya Petrusyova    | 1 min 23 s 21 |
| 4e    | Union soviétique     | Valentina Golovenkina | 1 min 23 s 68 |
| 5e    | Allemagne de l'Est   | Christa Luding        | 1 min 23 s 98 |
| 6e    | Pays-Bas             | Yvonne van Gennip     | 1 min 25 s 36 |
| 7e    | Pologne              | Erwina Ryś-Ferens     | 1 min 25 s 81 |
| 8e    | Allemagne de l'Ouest | Monika Pflug          | 1 min 25 s 87 |

1 500 m H
| Place | Nation             | Athlète              | Temps         |
| ----- | ------------------ | -------------------- | ------------- |
| 1er   | Canada             | Gaétan Boucher       | 1 min 58 s 36 |
| 2e    | Union soviétique   | Sergey Khlebnikov    | 1 min 58 s 83 |
| 3e    | Union soviétique   | Oleg Bozhev          | 1 min 58 s 89 |
| 4e    | France             | Hans van Helden      | 1 min 59 s 39 |
| 5e    | Allemagne de l'Est | Andreas Ehrig        | 1 min 59 s 41 |
| 6e    | Allemagne de l'Est | Andreas Dietel       | 1 min 59 s 73 |
| 7e    | Pays-Bas           | Hilbert van der Duim | 1 min 59 s 77 |
| 8e    | Union soviétique   | Viktor Shasherin     | 1 min 59 s 81 |

1 500 m F
| Place | Nation             | Athlète               | Temps         |
| ----- | ------------------ | --------------------- | ------------- |
| 1er   | Allemagne de l'Est | Karin Enke            | 2 min 03 s 42 |
| 2e    | Allemagne de l'Est | Andrea Schöne         | 2 min 05 s 29 |
| 3e    | Union soviétique   | Natalya Petrusyova    | 2 min 05 s 78 |
| 4e    | Allemagne de l'Est | Gabi Zange            | 2 min 07 s 69 |
| 5e    | Pologne            | Erwina Ryś-Ferens     | 2 min 08 s 08 |
| 6e    | Union soviétique   | Valentina Golovenkina | 2 min 08 s 17 |
| 7e    | Union soviétique   | Natalya Kurova        | 2 min 08 s 41 |
| 8e    | Norvège            | Bjørg Eva Jensen      | 2 min 09 s 53 |

10 000 m H
| Place | Nation             | Athlète            | Temps          |
| ----- | ------------------ | ------------------ | -------------- |
| 1er   | Union soviétique   | Igor Malkov        | 14 min 39 s 90 |
| 2e    | Suède              | Tomas Gustafson    | 14 min 39 s 95 |
| 3e    | Allemagne de l'Est | René Schöfisch     | 14 min 46 s 91 |
| 4e    | Norvège            | Geir Karlstad      | 14 min 52 s 40 |
| 5e    | Autriche           | Michael Hadschieff | 14 min 53 s 78 |
| 6e    | Union soviétique   | Dmitry Bochkaryov  | 14 min 55 s 65 |
| 7e    | États-Unis         | Mike Woods         | 14 min 57 s 30 |
| 8e    | Norvège            | Henry Nilsen       | 14 min 57 s 81 |

## Médailles
| Rang | Nations            | Médaille d'or | Médaille d'argent | Médaille de bronze | Total |
| ---- | ------------------ | ------------- | ----------------- | ------------------ | ----- |
| 1er  | Allemagne de l'Est | 4             | 4                 | 3                  | 11    |
| 2e   | Union soviétique   | 2             | 3                 | 4                  | 9     |
| 3e   | Canada             | 2             | 0                 | 1                  | 3     |
| 4e   | Suède              | 1             | 1                 | 0                  | 2     |
| 5e   | Japon              | 0             | 1                 | 0                  | 1     |
| 6e   | Norvège            | 0             | 0                 | 1                  | 1     |